# Pantan
Pantan (Blato) je močvara. Ime Pantan je romansko, a Blato slavensko. Nalazi se istočno od Trogira, a zapadno od Divulja. Posebni ornitološko-ihtiološki rezervat Pantan proglašen je 2000. godine temeljem stručne studije koja je obuhvatila ornitološke i ihtiološke osobitosti toga područja.
Na istočnom dijelu Trogira, ispod brijega Krbana smjestilo se polje zvano Trogirsko Malo polje. U tom polju ispod ceste nalazi se malo jezero - izvor iz kojeg ističe vodeni tok zvan Rika, koja teče kroz močvarno područje i starinski ribnjak te nakon nekoliko stotina metara završava u moru (Kaštelanski zaljev). Na rubu jezera su Mlinice - mlinovi u velikoj zgradi s kulom. Na zgradi je natpis iz 1582. godine, iz vremena kad su tim krajevima harali Turci. Do mlina se je žito dovozilo kopnenim putem uporabom stočne snage. Otočani i stanovnici priobalja kroz Riku su dovozili žito jedrenjacima. Na samom ušću Rike nalaze se ostaci kule.
Cijelo močvarno područje omiljeno je gnijezdilište, mali rezervat faune od riba jegulja do ptica selica roda, čaplji, pataka i drugih, te galebova, čajki, gnjuraca.

## Geološke i hidrogeološke značajke
Šire područje Trogira izgrađeno je od karbonatnih gornjokrednih i donjoeocenskih naslaga, klastičnih gornjoeocenskih flišnih naslaga i naslaga kvartara. Najstarije naslage su karbonatne gornjokredne naslage zastupljene vapnencima senona. Izgrađuju navlaku predstavljenu brdom Plošnjak. Superpozicijski u širem području razmatranja na naslagama gornje krede sedimentirani su donjoeocenski tzv. foraminiferski vapnenci. Najrasprostranjeniji eocenski član su klastične gornjoeocenske naslage fliša.
Prema hidrogeološkim odlikama naslage spadaju u vodonepropusne klastične naslage fliša. Radi se o eocenskim naslagama koje imaju hidrogeološku funkciju barijere. One sprječavaju gravitacijski tok vode prema moru koje predstavlja konačni recipijent za vodu iz karbonatnog zaleđa. Ta nepropusna barijera usmjerava tok podzemnih voda, koje se nalaze unutar navlačnih vapnenačkih naslaga sa sjeverne strane naslaga fliša, u smjeru izvorišta Pantan. Šira okolica područja pripada nizvodnom dijelu ovećeg hidrogeološkog slijeva s bočatim izvorom Pantan, veličine 270 km2, kao jedinim nepresušnim vodnim objektom unutar tog sliva. U hidrološki kišnom razdoblju godine podzemne vode spomenutog sliva istječu još na vruljama Arbanija i Slatina u Kaštelanskom zaljevu, a samo izuzetno i na bočatom izvoru Slanac. Navedeni vodni objekti hidraulički su međusobno povezani i stoga čine jedno izvorište – izvorište sliva Pantan. Pantan je stalni, ali bočati (160-10.600 mg/l klorida) uzlazni izvor na 2,7 mnm (minimalna izdašnost oko 200 l/s).

## Bioraznolikost
Pantan je močvara smještena uz samu morsku obalu. Ostatak je nekadašnje močvare, koja je imala znatno veću površinu, ali je kroz povijest zasipanjem i urbanizacijom smanjena. Močvarno područje potječe od rijeke Rike koja izvire iz 12 malenih izvora, formira jezero, te se nakon 1 km protjecanja ulijeva u more. Močvara Pantan je tipična mediteranska močvara s bočatom vodom, kratkom rijekom i šljunčanom dinom koja zatvara lagunu. Pantan i danas ima svoju vrijednost kao tipičan primjer močvare istočne jadranske obale, gdje se miješaju slatka voda i more, što stvara specifične biocenoze. Temeljni fenomen je bočati močvarni ekosustav, posebno važan za neke riblje vrste, te migracije močvarnih ptica. Zbog svoje male površine od oko 40 ha, rezervat je trajno ugrožen ilegalnim lovom, nasipavanjem, izgradnjom, izlovom školjaka, te neadekvatnim turističkim i rekreativnim korištenjem.
Područje je posebno značajno za migracije ptica močvarica, te za hranjenje riblje mlađi, jer je voda bogata organskom tvari. Na području Pantana zabilježeno je ukupno 196 vrsta ptica, od čega 45 gnjezdarica. Prema međunarodnoj klasifikaciji, 70 vrsta su močvarne. Među 43 vrste riba nema pravih slatkovodnih, već su to morske ribe ili one prilagođene bočatim staništima s velikim kolebanjima saliniteta i temperature. Zato tu živi i nekoliko usko specijaliziranih i stoga izrazito rijetkih i ugroženih ribljih vrsta.

## Galerija
- Mlinice u zgradi s kulom
- Pogled na rezervat
- Tok vode
- Mostić preko toka
- Mlinice detalj